# Celso Torrelio Villa
Celso Torrelio Villa, né le 3 juin 1933, à Padilla, et mort le 23 avril 1999, à La Paz, en Bolivie, est un général militaire et homme d'État bolivien, membre de la junte militaire Torrelio-Bernal-Pammo (1981), et président de la Bolivie à la suite de la démission de Luis García Meza Tejada, entre le 4 septembre 1981 et le 21 juillet 1982.

## Biographie

### Avant la présidence
Originaire de Padilla, département de Chuquisaca, Celso Torrelio rejoint l'armée bolivienne et atteint le grade de général. Il est ministre de l'Intérieur lors de la présidence du dictateur Luis García Meza Tejada, après le départ (forcé par Washington) du colonel Luis Arce,. Le régime de García Meza est devenu internationalement connu pour son extrême brutalité. On estime que quelque 1 000 personnes sont tuées par l'armée et les forces de sécurité boliviennes entre juillet 1980 et août 1981. En outre, le gouvernement de García Meza est profondément impliqué dans les activités de trafic de drogue, et a pu arriver au pouvoir financé directement par les cartels de la drogue. Cela a conduit à l'isolement complet du régime. Même le nouveau président conservateur des États-Unis, Ronald Reagan, garde ses distances et semble préférer de meilleures options. Finalement, le tollé international est suffisamment fort pour forcer la démission de García Meza le 4 août 1981.

### Junte militaire
Après la démission de García Meza, le 4 août 1981, le haut-commandement des Forces armées de Bolivie confie alors à une junte militaire la direction du pays, celle-ci est composée des généraux Celso Torrelio Villa de l'armée et Waldo Bernal Pereira de l'armée de l'air et du contre-amiral Óscar Pammo Rodríguez de la force navale. Celle-ci demeure au contrôle de la Bolivie durant un mois, avant que l'armée ne nomme Torrelio Villa, président de la République, le 4 septembre 1981. 

### Présidence de la Bolivie
La courte présidence de Torrelio Villa constitue en quelque sorte une continuation du régime de García Meza, la violence en moins. L'une des principales actions de ce gouvernement est le flottement du peso bolivien qui déclenche un processus d'hyperinflation à une période où survient une dévaluation de la monnaie qui fait monter le coût de la vie dans des proportions catastrophiques,,. 
Plusieurs erreurs commises durant sa présidence ont augmenté le mécontentement général de la population et des institutions face au régime, comme la nomination du président Torrelio Villa en tant que commandant en chef des forces armées, le 9 janvier 1982, et ce, malgré une majorité de l'institution de l'armée qui s'y opposait ou encore, l'annonce de la création d'une assemblée constituante prévue en 1983. Les oppositions militaires naissantes entraînent Torrelio Villa à rétablir les libertés politiques et syndicales, autoriser le retour de centaines d'exilés et suspendre le « couvre-feu » instauré sous le régime de García Meza. 
Malgré tout, le plan de l'armée de remplacer García Meza par un dirigeant moins controversé et plus acceptable, mais également attaché aux principes anticommunistes ne porte pas fruit. Le régime continue d'être ignoré sur le plan international et méprisé sur le plan intérieur. En outre, une crise économique très grave se profile à l'horizon, résultat d'années de mauvaise gestion, d'une récession mondiale et du déclenchement de la crise de la dette des pays en voie de développement. Face au choix de lancer une nouvelle campagne répressive pour rééquilibrer le régime en déroute (avec l'isolement international accru qu'une telle initiative entraînerait) ou d'appeler à des élections, le haut commandement choisit cette dernière option. 

### Remplacement et fin de vie
Le 21 juillet 1982, l'armée remplace le général Torrelio par le général Guido Vildoso Calderón, qui est chargé de ramener le pays à la démocratie. Celso Torrelio prend alors sa retraite et ne joue plus aucun rôle dans la politique bolivienne. Il meurt plusieurs années plus tard, le 23 avril 1999, à l'âge de 65 ans. 

### Autres sources
- Prado Salmón, Gral. Gary, Poder y Fuerzas Armadas, 1949-1982.